# Cassano d'Adda
Cassano d'Adda (Cassaan in dialetto milanese, Cassà in dialetto bergamasco) è un comune italiano di 19 759 abitanti collocato sulla riva destra del fiume Adda. Fa parte della Città metropolitana di Milano in Lombardia, del territorio della Martesana-Adda e, in parte, della Gera d'Adda, nonché del Parco dell'Adda Nord.
La cittadina di Cassano d'Adda è celebre per le numerose battaglie combattute al valico sull'Adda che divideva il Ducato di Milano dalla Repubblica di Venezia: da qui, infatti, combatterono o passarono personalità importanti fra le quali l'imperatore Federico Barbarossa (1158), il condottiero ghibellino Ezzelino III da Romano (1259), il principe Eugenio di Savoia (1705) e il generale Suvorov (1799), ma anche Napoleone Bonaparte, il re Vittorio Emanuele II e l'imperatore Napoleone III .

## Geografia fisica

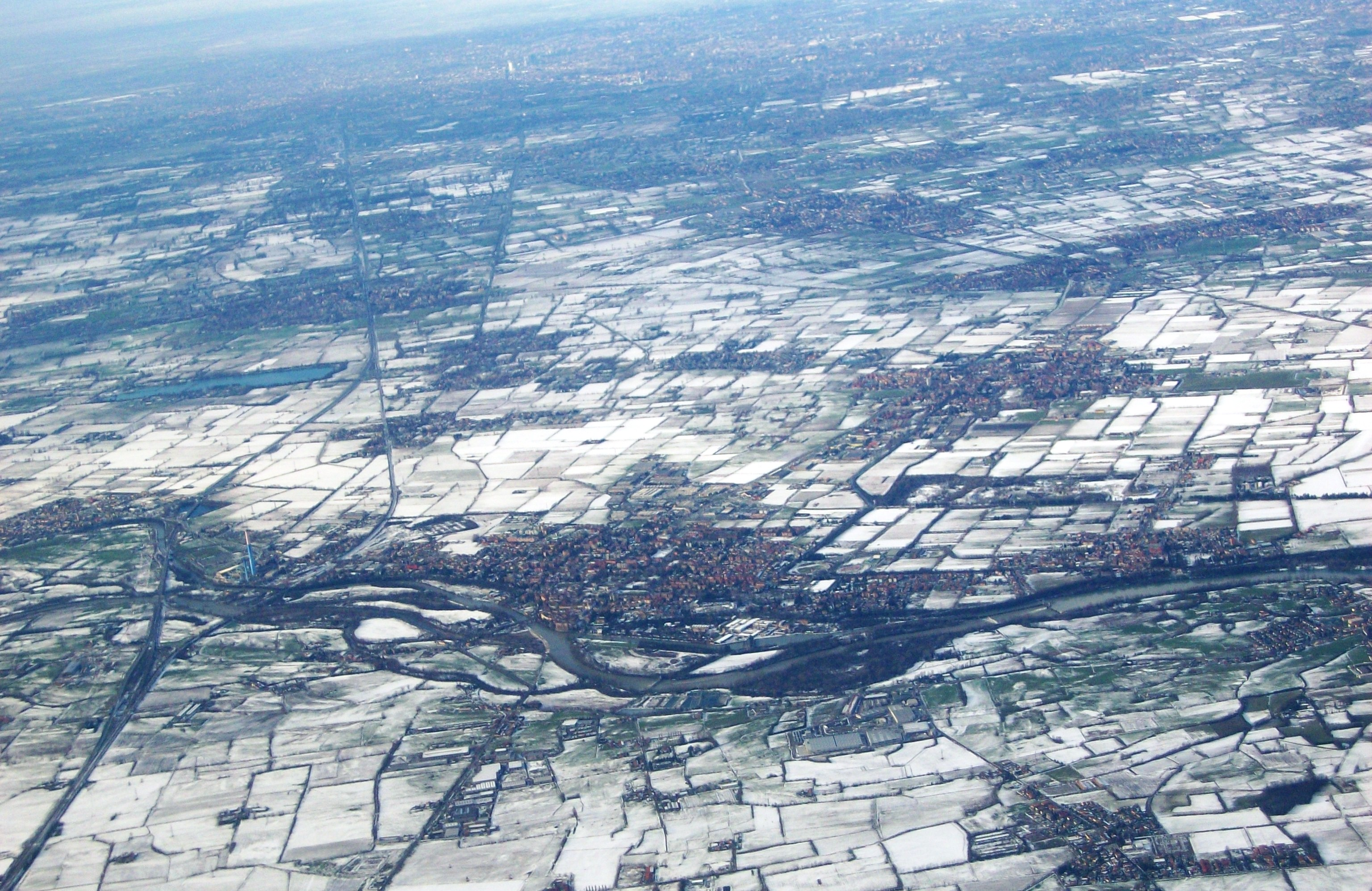
Visuale aerea (da est) di Cassano d'Adda in inverno

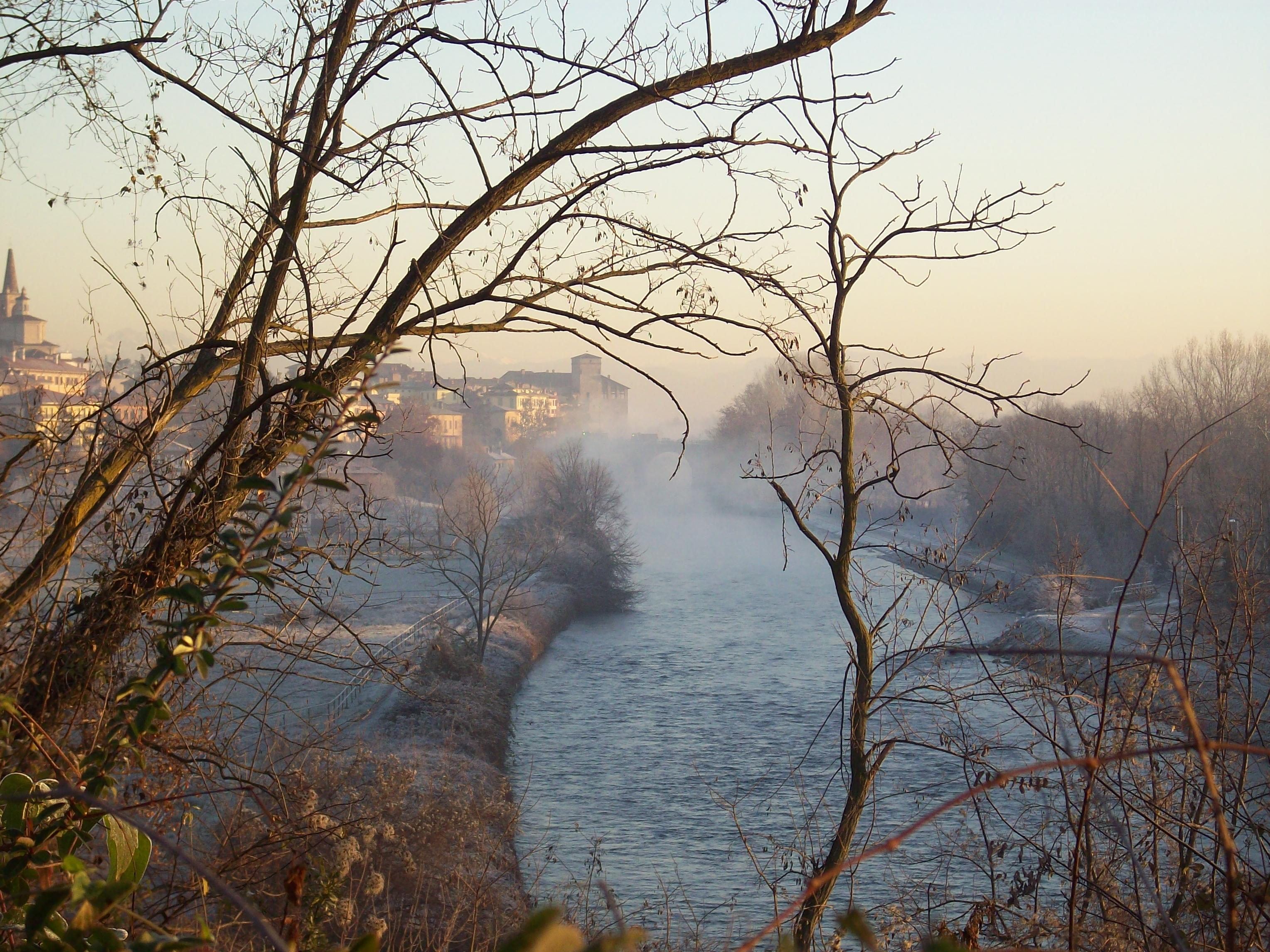
Veduta autunnale di Cassano d'Adda

### Territorio
Il territorio cassanese è diviso in due parti dal solco del fiume Adda, caratterizzate da un dislivello di 20-25 metri. Il fiume che a Vaprio scorre ancora incassato in un solco profondo, nella valle di Cassano si allarga in un ampio letto nel quale le acque si dividono in numerosi rami, separati da isolotti ghiaiosi e boscosi.
Qui, mentre la sponda destra rimane alta ancora 15-20 metri, la sinistra si fa pianeggiante. L'altitudine del terreno cassanese varia da metri 144 (Groppello) a metri 115. La suddivisione geofisica del territorio comunale, che assomma a 18,51 km², può riassumersi secondo la seguente ripartizione.
La parte orientale è formata da:
1. zona idrica: l'Adda si ramifica in più tronchi davanti al borgo.
2. zona isole 
  - Isola Ponti fra l'Adda e la Muzzacastello di Cassano D'adda
  - Isola del Linificio
  - Isola del bosco Bertolino

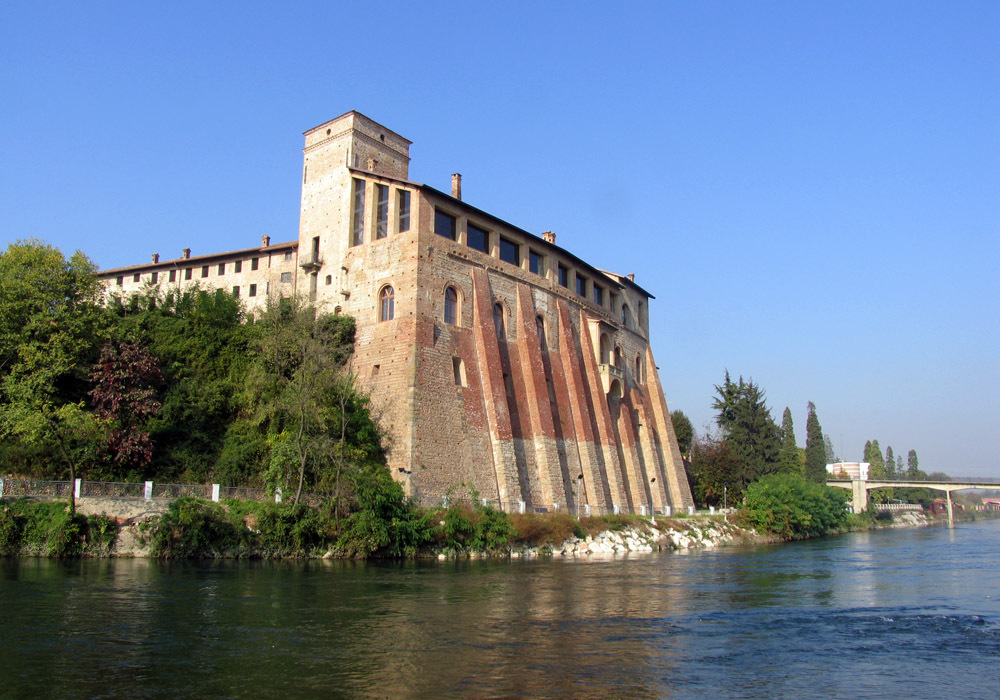
castello di Cassano D'adda

  - e molte altre isole tra l'Adda e la Muzza.
3. Zona agricola coi cascinali Taranta, Bruciata, la frazione di Cascine San Pietro ecc.

La parte occidentale si può dividere in:
1. piana del Linificio e piana su cui scorre la Muzza.
2. Zona più elevata e digradante da nord a sud.
3. A sud i terreni vedono lo scorrere del Naviglio della Martesana.

La zona a sinistra dell'Adda si trovava anticamente nel lago Gerundo. Questa zona ha uno spessore coltivabile assai limitato e per la sua origine recente e per il perdurare su di essa di acque stagnanti. Lo scheletro del sottosuolo è più grossolano di quello di destra, essendo costituito quasi esclusivamente da grossi ciottoli calcarei misti a sabbia e ghiaia. La zona a destra dell'Adda ha il terreno sensibile più imbrunito della presenza, in quantità più rilevante, di sostanze organiche e ha particelle terrose miste a parti grossolane. Questo terreno è formato da argilla, sabbia, calcare e humus.
Cassano è posta quasi al centro della Lombardia, nell'alta pianura padana. Nei giorni sereni da Cassano si possono vedere il Monte Rosa, i Corni di Canzo, le Grigne, il Resegone, la Cima di Menna, l'Arera, l'Alben, la Presolana e il Gölem (Monte Guglielmo) oltre ad altre vette comasche, lecchesi, bergamasche e bresciane verso nord e la lunga catena degli Appennini emiliani verso sud.
Questo comune è attraversato sia dal canale della Muzza che dal naviglio della Martesana.

## Origini del nome
In origine si pensa che il nome fosse semplicemente "cassano", nome gallico della quercia divenuto romano. Questo nome è derivato dalla radice "kas" che nella lingua celto-ligure indicava un tipo di quercia assimilabile al "cerro" (quercus cerris) e di cui erano ricoperte quasi tutte le foreste della pianura Padana.
Nel tempo fiorirono anche altre versioni etimologiche del nome:
1. Casa sana: da cui il nome Cas-sano;
2. Cassanum da cui il nome Cassano;
3. Cassianum, nome che deriva dall'antica gens Cassia;
4. Cassium, nome latino del probabile sovrintendente di una “mansio” composita, da cui trae origine lo stemma comunale con “tre case” (è però interessante notare come la vicina Treviglio presenti molte similitudini evolutive).

## Storia

### Origini
Anticamente il territorio di Cassano era coperto dalle acque del Mediterraneo, poi con il progressivo ritiro del mare e dei ghiacciai durante i secoli, la grande pianura fertile del fiume Po ha visto il progressivo insediamento di popoli di diversa origine (soprattutto Liguri, Galli Insubri, Etruschi, Romani).
Il borgo (sempre molto legato a quasi tutte le vicende storiche di Milano) si pensa abbia avuto origini da un antico oppidum gallico e a questo proposito va ricordato che l'oggetto più antico ritrovato nel 1908 nel territorio di Cassano è una "cattabrega", una spada celtica rituale in bronzo (datata XIII sec. a.C.) scoperta lungo le sponde di un canale dell'Adda a 6,5 metri di profondità.
Successivamente al villaggio gallico si sovrappose la costruzione di un castrum romano (Polibio, 210 d.C.) messo a controllo e difesa di uno dei pochi valichi sul fiume Abduam. Con le prime casupole di sassi, legno e fango costruite intorno al fortilizio, il borgo iniziò ad assumere sempre più le caratteristiche di un centro fortificato con tanto di porto fluviale e dal XIII sec. d.C. anche del primo ponte ad un solo arco sul fiume.
A Cassanum, nome romano di Cassano d'Adda, passava la via Mediolanum-Brixia, che collegava Mediolanum (Milano) con Brixia (Brescia).
In seguito alla caduta dell'Impero Romano (476 d.C.) transitarono da una sponda all'altra dell'Adda diverse tribù di barbari e infine vi si stabilirono prima i duchi Longobardi e poi i Franchi di Carlo Magno con i suoi discendenti.

### Medioevo
Tutto questo accadde prima che questo borgo avesse avuto la sua prima testimonianza scritta, tramite il Diploma del Re Carlomanno di Baviera (figlio di Ludovico il Germanico e pronipote di Carlo Magno) che, venuto a Pavia nell'877 d.C. a prendere anche la Corona di Re d'Italia, divenne in seguito Imperatore. L'Imperatore Carlomanno soggiornò con la sua corte nel castello e il suo esercito a Cassanum e firmò questo Atto nel monastero che esisteva presso la chiesa di S.Ambrogio, concedendo alla cognata Angilberga, vedova di suo cugino Ludovico II, un altro monastero da lei fondato a Piacenza e una residenza con chiesa e terreni nel luogo chiamato Capo Trebbia. Per la sua particolare posizione geografica e grazie al valico che lo rendeva un importante luogo di passaggio per l'attraversamento del fiume Adda, Cassano cominciava pure a maturare la sua vocazione altamente strategica: il castello, roccaforte già presente come riferimento urbano, andava acquisendo sempre maggiore importanza. Difatti tra l'XI e il XII secolo Cassano d'Adda, si presentava ormai come un borgo che aveva già preso una certa confidenza con la Storia e gli abitanti si erano dovuti abituare all'andirivieni di genti ed eserciti dalla più svariata provenienza, perché vi furono un susseguirsi di lotte e conquiste di questo importante punto di transito e del suo territorio.
Tra l'altro, in questi anni Cassano iniziava a essere ancora più legata a Milano, con la quale condivideva sempre più ordini e disordini. Nel 1158 a Cassanum giunse l'Imperatore Federico Barbarossa il quale, alla testa di un potente esercito (nella sua seconda discesa in Italia), si recava ad assediare il capoluogo lombardo. I Milanesi tentarono di fermarlo al ponte sull'Adda, ma dovettero ritirarsi. Le truppe imperiali transitarono sul ponte ma questo, dato l'eccessivo peso, crollò e il passaggio del fiume fu trovato in un guado più a valle di Albignano. Tra il XIII e il XIV secolo, Cassano d'Adda spicca nelle cronache di quell'epoca come luogo di scontri sanguinosi in un periodo in cui le lotte per il potere si erano fatte particolarmente violente anche a livello locale.
Re Enzo, figlio dell'Imperatore tedesco Federico II, nell'estate 1245 venne mandato dal padre a riassoggettare la sempre ribelle Milano. Enzo transitò col suo esercito sulla 'tagliata' dell'Adda (il Traversino), per poi passare il ponte di Cassanum e dirigersi a Gorgonzola dove, dopo un cruento scontro, venne catturato.
Ezzelino III da Romano, condottiero Ghibellino nominato Vicario dell'Imperatore Federico II, che il 16 settembre 1259 venne ferito gravemente dai suoi oppositori Guelfi mentre, alla testa dei suoi cavalieri, tentava di forzare il passaggio del ponte di Cassano d'Adda. Nella seconda metà del XIII secolo iniziarono anche gli scontri per il controllo del territorio di Milano tra i Della Torre (o Torriani) e i Visconti i quali, disputandosi ripetutamente il castello, portarono la guerra fin nel borgo di “Cassàan” (come viene chiamata in dialetto dai suoi abitanti). Nel XIV secolo i Visconti, vinte le dispute e creata una Signoria, risistemarono e ampliarono l'antico Castello di “Casano” (come si legge in una mappa di quel periodo nel Museo Civico di Crema), che raggiunse il suo massimo splendore. In questo periodo Cassano era pure uno dei luoghi più fortificati dell'Adda.

### Età moderna
Tra il XV e il XVI secolo i Visconti furono sconfitti e andarono al potere gli Sforza, il castello di Cassano ricevette rimaneggiamenti di carattere militare. In questo periodo c'è anche un importantissimo personaggio: Leonardo da Vinci, impegnato nell'opera di progettazione dei navigli lombardi. Nel Cinquecento a Cassano il castello aveva perduta la sua importanza militare mentre si impostava una nuova disciplina amministrativa giuridica e politica con l'avvento del marchesato. Il borgo in sostanza era costituito da un ponte sul fiume, dal castello con il ricetto, protetto dalle poderose mura, la chiesa di S. Zeno, S. Dionigi, S. Ambrogio, S. Pietro in Bergias. Grande importanza ebbero i navigli per l'irrigazione della campagna già ricca di cascinali. Anche in questo periodo i furono diverse guerriglie in questo piccolo borgo sul fiume Adda.
Diventato marchesato, iniziarono a crearsi padroni, che imponevano tasse e dazi a loro piacimento, i marchesi più importanti che ebbe Cassano furono: Giovan Battista Castaldo, i D'Adda e i Bonelli. Tra il XVII e il XVIII secolo iniziò il declino di Cassano. Le battaglie iniziarono a essere fatte più lontano dalle rive dell'Adda, quindi lontane da Cassano. Con il nuovo assetto politico, Milano venne assoggettata agli spagnoli e l'introduzione delle armi da fuoco, portarono l'abbandono del castello perché sostituito dalle cittadelle che potevano fornire ai soldati cannoni e mura. L'unica cosa che teneva viva l'importanza di questo borgo era il valico dell'Adda che serviva come salvaguardia milanese.
Nel Seicento le tasse continuarono ad aumentare, per le spese dei soldati spagnoli ormai governatori di quelle terre. Il Settecento fu per questo borgo un secolo denso di eventi, ci furono delle battaglie, iniziarono a essere costruite sulle sponde dei suoi corsi ville sfarzose e iniziarono a esserci personaggi sempre più illustri a partire da Napoleone nel 1796. Un episodio macabro successe nel 1703 quando i soldati francesi lasciarono morire 4.500 soldati piemontesi nel castello di Cassano.
Una delle battaglie più famose di questo borgo fu il 16 agosto dell'anno 1705 in cui Eugenio principe di Savoia che guidava l'esercito imperiale verso l'assedio di Torino subì a Cassano un arresto, paragonabile ad una sconfitta, da parte del duca di Vendome, dove si contarono all'incirca 8.000 morti e 6.000 feriti. Un'altra battaglia importante fu nel 1799 in cui i francesi comandati dal generale Moreau, subirono una sconfitta da parte dell'esercito austro-russo comandati dal generale Suvorov.

### Età contemporanea
Tra il XIX e il XX secolo ci furono grandi cambiamenti politici, economici, sociali, culturali e religiosi. Il territorio diventò austriaco. La seconda metà dell'Ottocento ci fu la rivoluzione industriale, Cassano, per le sue caratteristiche fluviali, per la vicinanza a Milano, viene individuata come stabilimento per un Linificio Canapificio Nazionale, che tuttora esiste seppur abbandonato. In questo secolo personaggi rilevanti passarono per Cassano; uno di questi fu Napoleone III che soggiornò, si pensa, due giorni in Villa Brambilla con Vittorio Emanuele II per tenere il consiglio di guerra che porterà alle battaglie di Solferino e S.Martino del 24 giugno 1859. Con l'arrivo del novecento iniziarono a sorgere le prime Unioni rurali; il castello diventò sede del carcere.
L'economia del paese si sviluppò soprattutto grazie al Linificio Canapificio Nazionale che diede lavoro a molti cassanesi. Con l'arrivo della prima guerra mondiale ci fu la costruzione a Cassano di una polveriera e la Villa Borromeo diventò comando militare e fu spogliata dei suoi beni di valore; con la fine della guerra si iniziò ancora l'incremento economico costruendo degli alberghi e dei luoghi di ritrovo. La seconda guerra mondiale, portò tasse per le spese di guerra, e bombardamenti nel paese di Cassano d'Adda. Con la fine di questa guerra e l'arrivo degli anni sessanta, ci fu il boom economico e con l'arrivo di immigrati dal meridione italiano in cerca di lavoro, Cassano iniziava a ingrandirsi; venne realizzata la centrale termoelettrica A.E.M. vicino alla stazione ed al fiume Adda; nasce il giornale parrocchiale: “il Portavoce”. Sul piano religioso a Cassano vennero costruite in questo periodo due nuove chiese oltre a quelle preesistenti: Annunciazione e Cristo Risorto. Con lo sviluppo economico degli anni ottanta, la centrale termoelettrica venne quadruplicata. Con l'avvento degli anni novanta ci fu una crisi comunale, soprattutto per quanto riguarda l'ospedale, che alla fine portò ad una convivenza tra conservatori e innovatori. Con l'arrivo del terzo millennio ci fu un ulteriore sviluppo demografico, economico e sociale che portò il paese di Cassano, l'8 aprile 2009, a diventare città.
Dal 2015 fa parte della Zona omogenea Adda Martesana della città metropolitana di Milano.

### Simboli
Lo stemma civico di Cassano d'Adda è d'argento, a tre casette di rosso, murate di nero, due una. La sua derivazione va individuata nello stemma dell'antica famiglia lombarda dei da Cassan, che, con molta probabilità, ha tratto nome e origine dalla terra di questo Comune.
Nel 2009, con l'attribuzione del titolo di Città a Cassano d'Adda è stato ufficializzato lo stemma comunale a sfondo argento, proprio di quello riconosciuto con decreto del capo del governo del 15 ottobre 1935 e che conferma l'assenza delle onde a ricordo del fiume Adda.
Il gonfalone, concesso con decreto del Presidente della Repubblica dell'8 aprile 1977, è costituito da un drappo rosso riccamente ornato di ricami d'argento e caricato dello stemma comunale con l'iscrizione centrata in argento: Città di Cassano d'Adda.

### Onorificenze
Fu con il decreto del Presidente della Repubblica dell'8 aprile 2009 che Cassano d'Adda entrò nel novero delle Città d'Italia, titolo puramente onorifico e senza alcuna implicazione di carattere giuridico concesso in virtù del ricco patrimonio storico, artistico e culturale. I festeggiamenti ufficiali per tale riconoscimento si tennero in occasione della Sagra cittadina del 2009.

## Monumenti e luoghi d'interesse

### Architetture religiose

#### Campanile e chiesa di Santa Maria Immacolata e San Zeno
Il campanile di Cassano fu commissionato da Beatrice Regina della Scala nel 1381. Siamo nel momento di passaggio tra lo stile romanico lombardo e il gotico. Il campanile misura 42 metri di altezza ed è un monumento nazionale. Originariamente serviva anche da vedetta sulla Gera d'Adda; per questo motivo era aperto in alto. Nel 1861 il prevosto don Milani dotò il campanile del concerto di otto campane.

#### Chiesa di Sant'Antonio
Ospita tele del Legnanino e l'altare ligneo di fra Francesco da Cedrate.

#### Chiesa di San Dionigi
Affrescata dai Fiammenghini e dal Cinisello.

#### Cappella del Revellino
La cappella del Revellino fu edificata sulle tombe dei morti piemontesi (circa tremila) fatti prigionieri nel 1703. Una prima cappella era stata edificata nel 1705, ricostruita nel 1904 ed è stata più volte ristrutturata. È solito celebrarvi messa l'ultima domenica di Settembre, in occasione della commemorazione storica dei fatti accaduti.

### Architetture civili

#### Cascina Binaga
La Cascina Binaga era un'antica tenuta di campagna facente capo a un complesso, ridotto rudere, edificato a fine Cinquecento e fu per lungo tempo posseduta dai Binaghi, una famiglia aristocratica milanese: il complesso appare caratterizzato da una costruzione in mattoni rossi, inusuale rispetto all'uso locale dei ciottoli di fiume, da grandi finestre sormontate da un architrave e ad arco ribassato, sempre in mattoni, e da un rosone decorativo sulla facciata, nobilitante l'ingresso.
Da un punto di vista storico risulta che la cascina ai primi del Settecento era ancora di proprietà dei Binaghi, i quali, pur risiedendo per lo più a Milano in parrocchia di S. Nazaro, avevano consolidato la loro presenza nella Gera d'Adda, risultando proprietari di beni anche a Brignano in persona dei fratelli Diego e Livia Binaghi figli del fu Giovanni; in particolare Livia Binaghi andò in sposa nel 1699 al nobile Giuseppe Maria Sessa, i cui figli Carlo e Giacomo Sessa nel 1734 acquistarono dai marchesi Visconti Ajmi la Cascina Ravajola ad Arzago d'Adda.

#### Palazzo Cornaggia-Medici
Sede del Municipio

#### Palazzo Berva
Costruzione di architettura ottocentesca, fatta edificare dall'omonima ricca famiglia cassanese Berva, con facciata che guarda verso il Belvedere. Dagli stati d'anime risulta che nel 1833 non era ancora stato edificato, anche se la famiglia Berva aveva già acquistato i terreni. È tra le edificazioni più imponenti della città. Dalla parte opposta del Belvedere il palazzo confina con i caseggiati costruiti nella piazza Lega Lombarda; tramite un cortile, si può accedere anche alla piazza San Zeno e quindi in via Veneto. È sede della Banda cittadina, dell'ASL, dell'ANA e ospita numerose iniziative culturali e artistiche. Il primo piano è ornato da graziosi affreschi.

#### Villa Brambilla
Si tratta di uno dei più antichi palazzi cassanesi, fatto edificare da don Matteo Rosales, marchese di Castelleone, nella seconda metà del XVII secolo. Venne trasformata nel secolo successivo dal nobile milanese Giuseppe Pezzoli in dimora nobiliare per residenza di vacanza. A pianta semplice, è un blocco unico con sviluppo lineare allungato di quasi 50 metri. Il retro su via Verdi è piatto e privo di ornamenti mentre la facciata rivolta verso la Muzza presenta decorazioni e motivi ornamentali in stile Rococò. Il corpo centrale della villa, a giochi chiaroscurali. I valori della leggerezza e della luminosità trovano riscontro nell'ampio spazio riservato alle aperture che, svuotando e alleggerendo le pareti con ampie sequenze di finestre, accentuano l'ariosità degli interni. La pianta della villa è elegantemente articolata e aperta e si integra nel paesaggio rispettando i criteri di simmetria, proporzione, armonia, funzionalità. Splendide le opere pittoriche realizzate al suo interno dai fratelli Galliari che crearono notevoli effetti di spazialità con inquadrature architettoniche di finte colonne e anche con il largo utilizzo del motivo con la conchiglia, assecondando la moda della decorazione a 'rocaille' adoperata per gli interni delle dimore patrizie così come delle chiese. Il salone posto al primo piano, ancora perfettamente conservato, è un capolavoro d'arte: decorato da tele con motivi floreali, conchiglie, nastri e foglie; i due lati della sala sono inoltre impreziositi da due grandi paesaggi marini incorniciati; il restauro ha loro restituito luminosità.

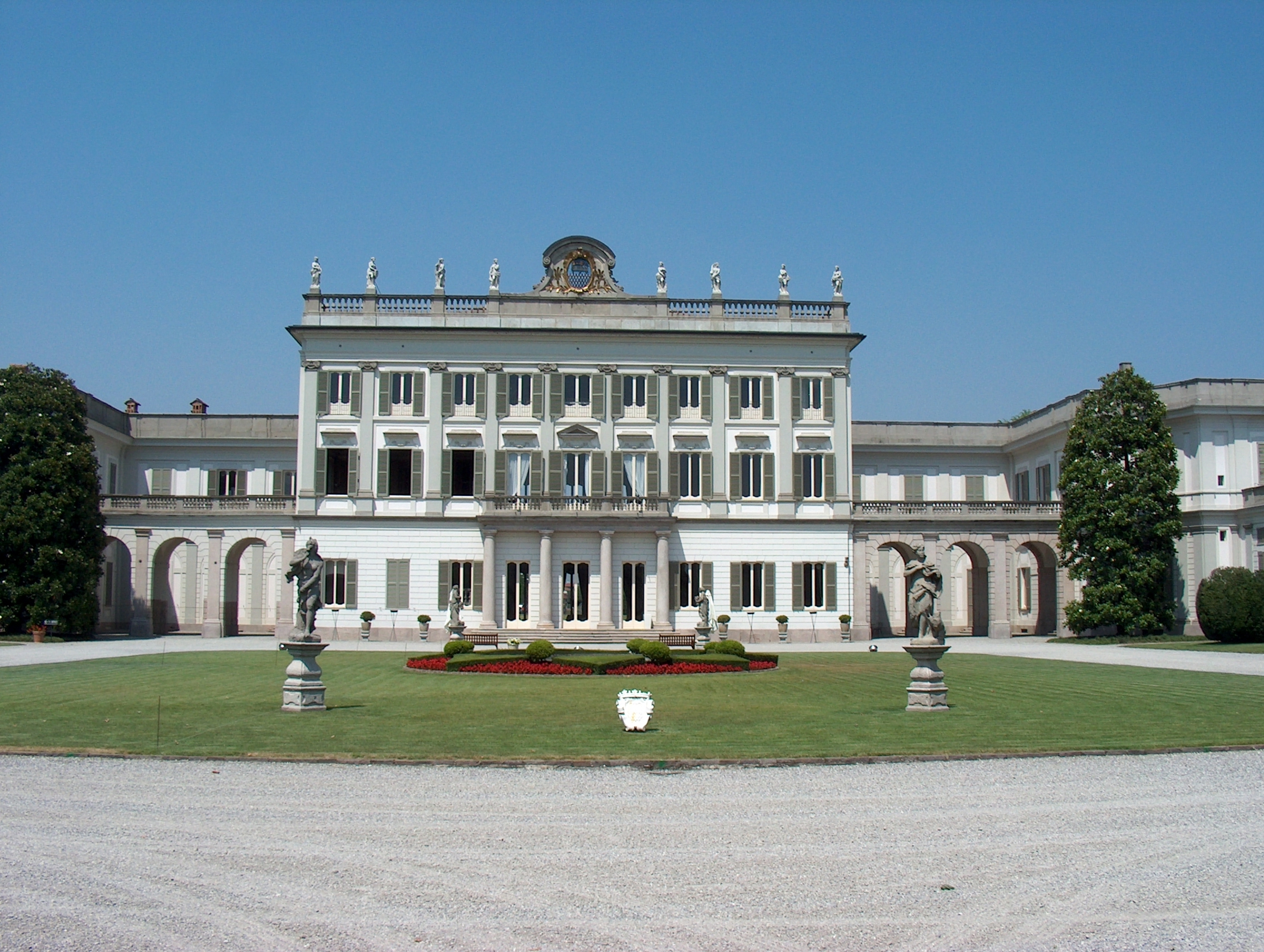
Villa d'Adda Borromeo

#### Villa d'Adda - Borromeo
Tra le più suggestive ville del panorama architettonico locale, Villa d'Adda - Borromeo si staglia nell'abitato di Cassano d'Adda con estrema imponenza. Dotata di 142 stanze per un totale di 5000 metri quadrati e di un parco di 7 ettari, la residenza venne eretta dai marchesi d'Adda a metà Settecento su progetto probabilmente di Francesco Croce e rimaneggiata nella seconda metà dello stesso secolo da Giuseppe Piermarini.

### Architetture militari

#### Castello di Cassano d'Adda
Il castello di Cassano d'Adda, la cui struttura è conservata tuttora in ottimo stato, sorge in un luogo di importanza strategica per il controllo del valico dell'Adda, naturale baluardo che garantiva la difesa e il controllo del transito delle merci. Posto nel punto più alto della bastionata, dove il fiume descrive un'ampia curva verso levante, lambito dalle acque del canale Muzza, derivato dal fiume nel 1220. Dal punto di vista stilistico, il castello riprende la filosofia sforzesca in quelli che sono i contrafforti (eretti da Bartolomeo Gadio), mentre risulta viscontea la parte che guarda sulla piazza.

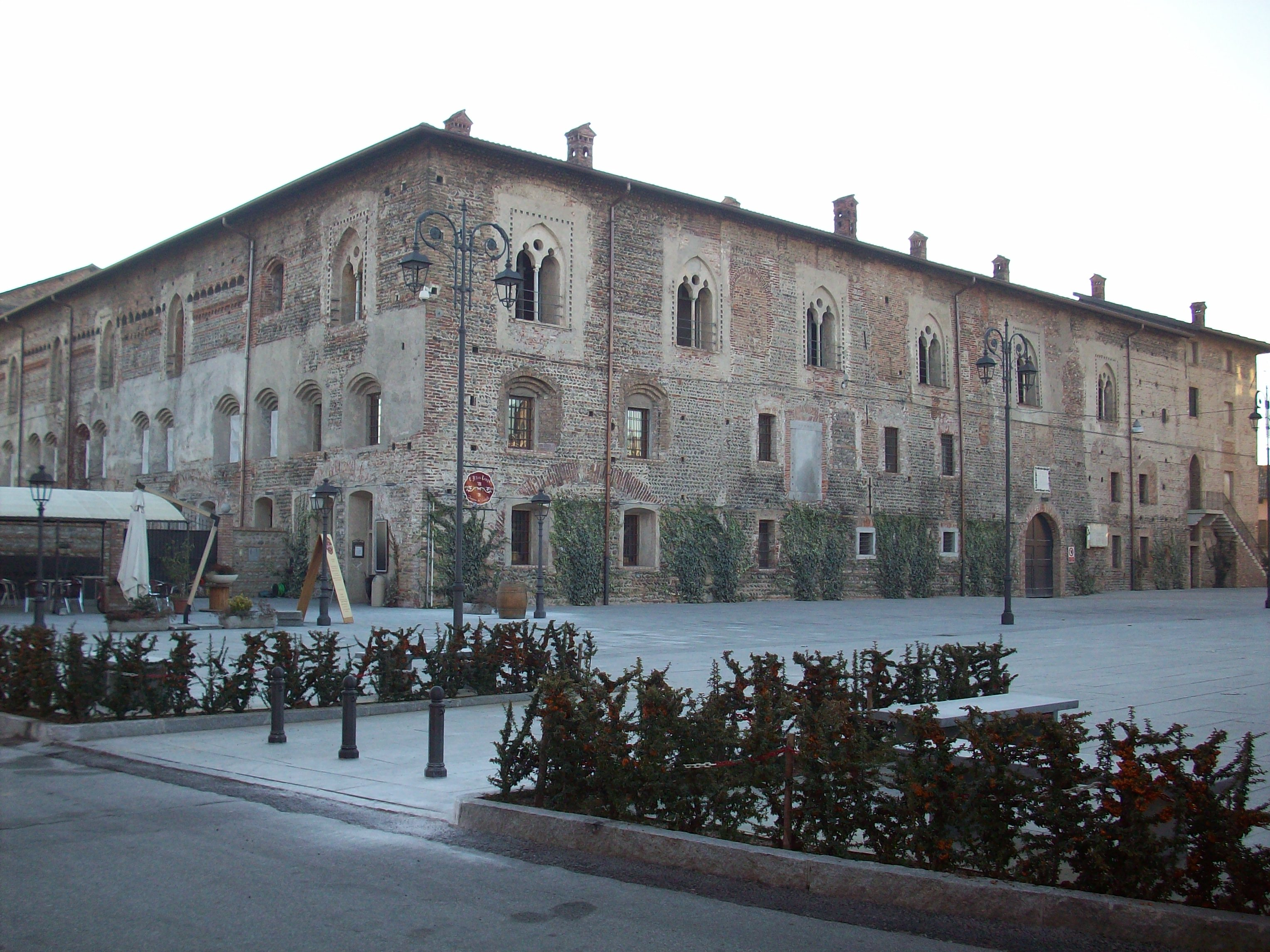
Veduta del Castello di Cassano d'Adda da Piazza Cavour

Esso costituì la residenza degli arcivescovi di Milano fino al 1311, per poi passare ai Visconti (nel 1313) e, infine, agli Sforza (1447). Quando il 5 aprile 1454 l'Adda venne stabilito come limite tra lo stato di Milano e la Repubblica di Venezia, il castello di Cassano d'Adda divenne una fortezza di confine.
Tra gli eventi di cui il castello fu protagonista, ricordiamo l'imprigionamento (e conseguente morte per inedia) degli oltre tremila prigionieri piemontesi rinchiusi nelle segrete del castello a seguito della sfumata alleanza tra Vittorio Amedeo II di Savoia (Generalissimo degli eserciti francesi, spagnoli e piemontesi) e il re di Francia Luigi XIV: fu quest'ultimo a vendicarsi facendo prigionieri tutti coloro che si trovavano sul campo il 29 settembre 1703. Si tentò di rimediare a tale atto con la costruzione della Chiesa del Revellino, ove due lapidi ricordano l'accaduto.

### Altro

#### Fontana della piazza
Creata al tempo del fascismo, ora in piazza Garibaldi. È stata al centro di accurati restauri nel 1996, anno nel quale sono state collocate, a fianco del delfino, due statue rappresentanti il fiume Adda e il canale Muzza, al posto delle due anfore in terracotta.

#### Alzabandiera
L'alzabandiera fu realizzata alla fine degli anni Trenta in Piazza Garibaldi (all'epoca Piazza Vittorio Emanuele II), assieme alla fontana. Essa sorge su un'imponente pedana in declivio, a cui è possibile accedere tramite la gradinata presente sul lato della strada e inizialmente creata al fine di favorire le adunate militari e paramilitari, nonché per festeggiare le ricorrenze civili e patriottiche.

#### Portone del Ricetto
Nel 1764 il procuratore generale del feudo di Cassano fece demolire il vecchio portone che immetteva in Ricetto, antico avanzo del ponte che permetteva l'ingresso al circondario del castello e fece erigere, a ornamento della piazza, la grandiosa porta con lo stemma della famiglia Bonelli. Un progetto che asseconda la mentalità secondo la quale si doveva aprire i chiusi delle mura medioevali, per aprire i borghi e accogliere nuove costruzioni. Cassano spostò così l'asse del piano regolatore dal castello alla strada statale che porta a Milano. Nel 2002 è stato al centro di un accurato restauro.

#### Belvedere
Situato in via Giuseppe Verdi di fronte all'imponente Palazzo Berva, il Belvedere rappresenta un ampio spiazzo dal quale è possibile godere di una piacevole vista che comprende, tra le altre cose, il giardino dell'adiacente Villa Brambilla e la campagna antistante Treviglio. Poco lontana è situata la Casa di Riposo Belvedere, da cui è possibile accedere ad una strada panoramica lungo il fiume che arriva fino al cancello del Dopolavoro.

#### Ruotone (Rudun)
Si tratta di una grande ruota fatta costruire a Groppello dal Cardinal Borromeo per il sollevamento dell'acqua del Naviglio e l'irrigazione delle proprietà terriere. Ricostruito nel 1989, esso ha subito un ulteriore restauro alla fine del 2009: esso è divenuto ormai simbolo dei Groppellesi.

#### Piazze
La piazza principale della città di Cassano d'Adda è sicuramente Piazza Garibaldi, ordinata nel 1782 su progetto dell'architetto Spontini. Tra le altre piazze figurano: piazza Castello, piazza Cavour, piazza Perrucchetti, piazza Matteotti, piazza del Popolo (in Ricetto e denominata San Cristoforo fino al 1900) e la piazzetta S. Antonio. Tra le più recenti, invece, ricordiamo le piazze di Cristo Risorto, dell'Annunciazione, della Lega Lombarda e S. Zeno.
A Groppello vi è, invece, la Piazza Caprara, mentre a Cascine essa è intitolata a Beato Francesco Spinelli.

## Società

### Evoluzione demografica
- 2 200 nel 1751
- 2 298 nel 1771
- 1 860 nel 1805
- 3 246 nel 1809 dopo annessione Cascine San Pietro e Groppello
- 4 893 nel 1853 dopo annessione di Cassine San Pietro nel 1841
- 5 305 nel 1859
- 5 724 nel 1861
- 6 979 nel 1871 dopo annessione di Groppello d'Adda nel 1869

Abitanti censiti

### Etnie e minoranze straniere
Secondo i dati ISTAT al 31 dicembre 2010 la popolazione straniera residente era di 2 236 persone. Le nazionalità maggiormente rappresentate in base alla loro percentuale sul totale della popolazione residente erano:
Albania 719 - 3,83%
Romania 582 - 3,10%

## Geografia antropica

### Frazioni e località
Fanno parte di Cassano d'Adda, oltre al centro principale:
- Groppello d'Adda, a nord, in direzione di Vaprio d'Adda e Trezzo sull'Adda. Groppello è una frazione di Cassano d'Adda, ma aveva un'amministrazione indipendente sino a circa metà Ottocento: il suo nome parrebbe significare "nodo stradale", "crocicchio"[19];

Altre 3 situate oltre l'Adda, ovvero a est del centro principale:
- Cascate, tra l'Adda e la Strada provinciale 11;
- Cascine San Pietro, a sudest, verso Casirate d'Adda: corrispondente all'antica Bergias, si trattò prima di un villaggio longobardo, divenendo poi Cascina Franca, quindi comune indipendente fino al 1816; è frazione della città di Cassano d'Adda[20];
- Taranta, a nordest, verso Treviglio.

Groppello d'Adda e Cascine San Pietro sono frazioni, mentre Cascate e Taranta località.

## Infrastrutture e trasporti
La stazione di Cassano d'Adda posta sulla ferrovia Milano-Venezia, è servita dai treni delle linee S5 e S6 del servizio ferroviario suburbano di Milano operato da Trenord nell'ambito del contratto di servizio stipulato con la Regione Lombardia.
Fra il 1880 e il 1931 la località ospitò altresì una fermata dalla tranvia Fornaci-Treviglio-Caravaggio.

## Amministrazione
Tra i precedenti sindaci del comune abbiamo:
| Periodo | Periodo   | Primo cittadino  | Partito                                        | Carica  | Note   |
| ------- | --------- | ---------------- | ---------------------------------------------- | ------- | ------ |
| 1993    | 2001      | Sergio Bestetti  | Lega Nord                                      | Sindaco |        |
| 2001    | 2006      | Rosa Casati      | lista civica di centro-sinistra Cassano cambia | Sindaco |        |
| 2006    | 2011      | Edoardo Sala     | Centrodestra                                   | Sindaco | [ 22 ] |
| 2011    | 2016      | Roberto Maviglia | Centrosinistra                                 | Sindaco | [ 23 ] |
| 2016    | 2021      | Roberto Maviglia | Centrosinistra                                 | Sindaco |        |
| 2021    | in carica | Fabio Colombo    | Lega Salvini Premier                           | Sindaco |        |

## Sport
Nel territorio sono attive diverse società sportive, tra le quali la ASD New Volley Adda, società di pallavolo con la prima squadra in Serie C .

### Eventi
Il 25 maggio 2016 Cassano d'Adda ha ospitato l'arrivo della 17ª tappa del Giro d'Italia 2016, vinta dal tedesco Roger Kluge.